# Milota
Milota is een plaats (község) en gemeente in het Hongaarse comitaat Szabolcs-Szatmár-Bereg. Milota telt 868 inwoners (2001).